# Robert A. M. Stern
Robert Arthur Morton Stern, beter bekend als Robert A.M. Stern (geboren op 23 mei 1939), is een uit New York afkomstige architect, professor en schrijver. Hij is de oprichter van het architectenbureau Robert AM Stern Architects, ook bekend als RAMSA. Van 1998 tot 2016 was hij de decaan van de Yale School of Architecture.

## Galerij

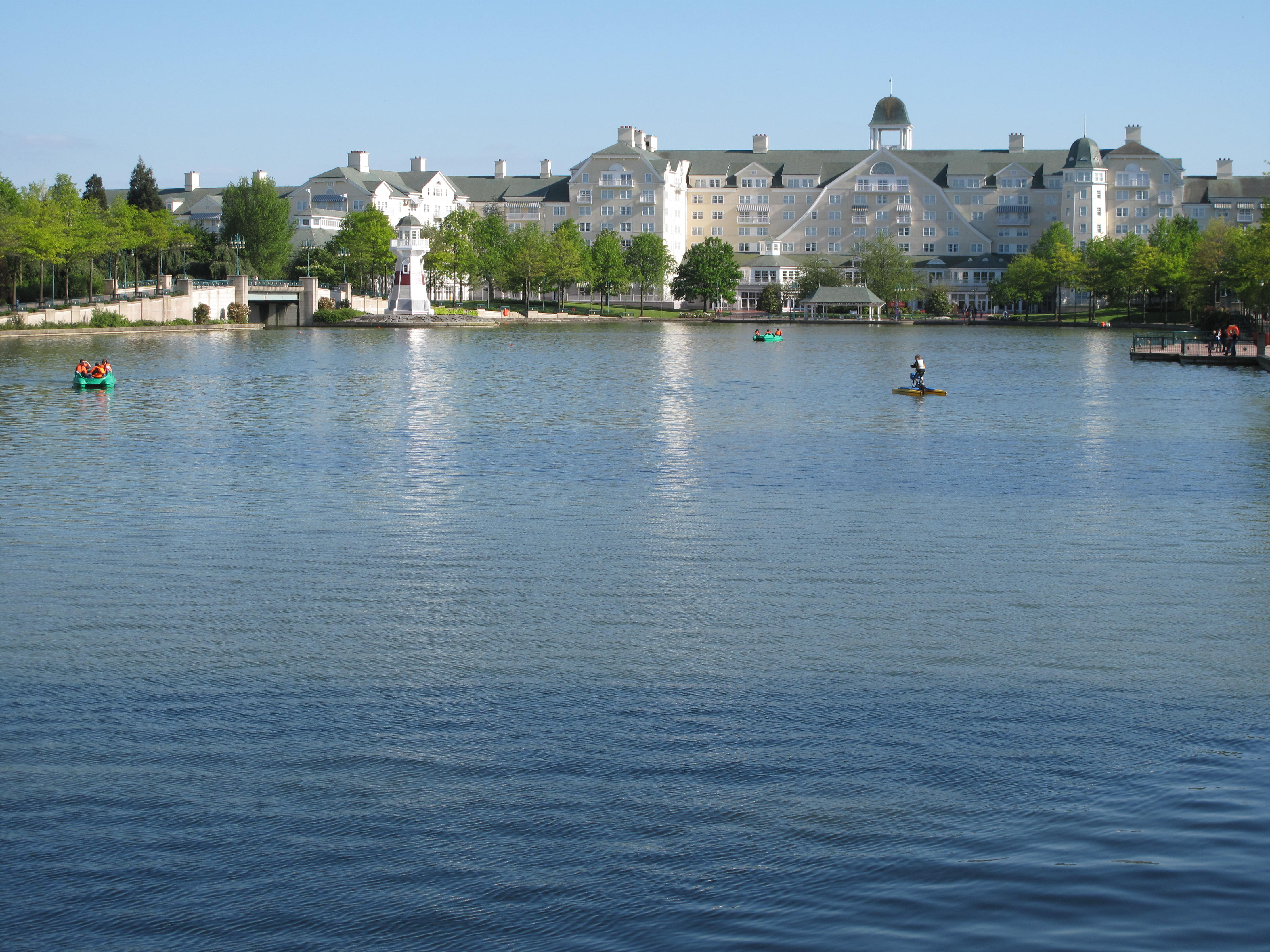
Newport Bay Club in Disneyland Parijs (1992)
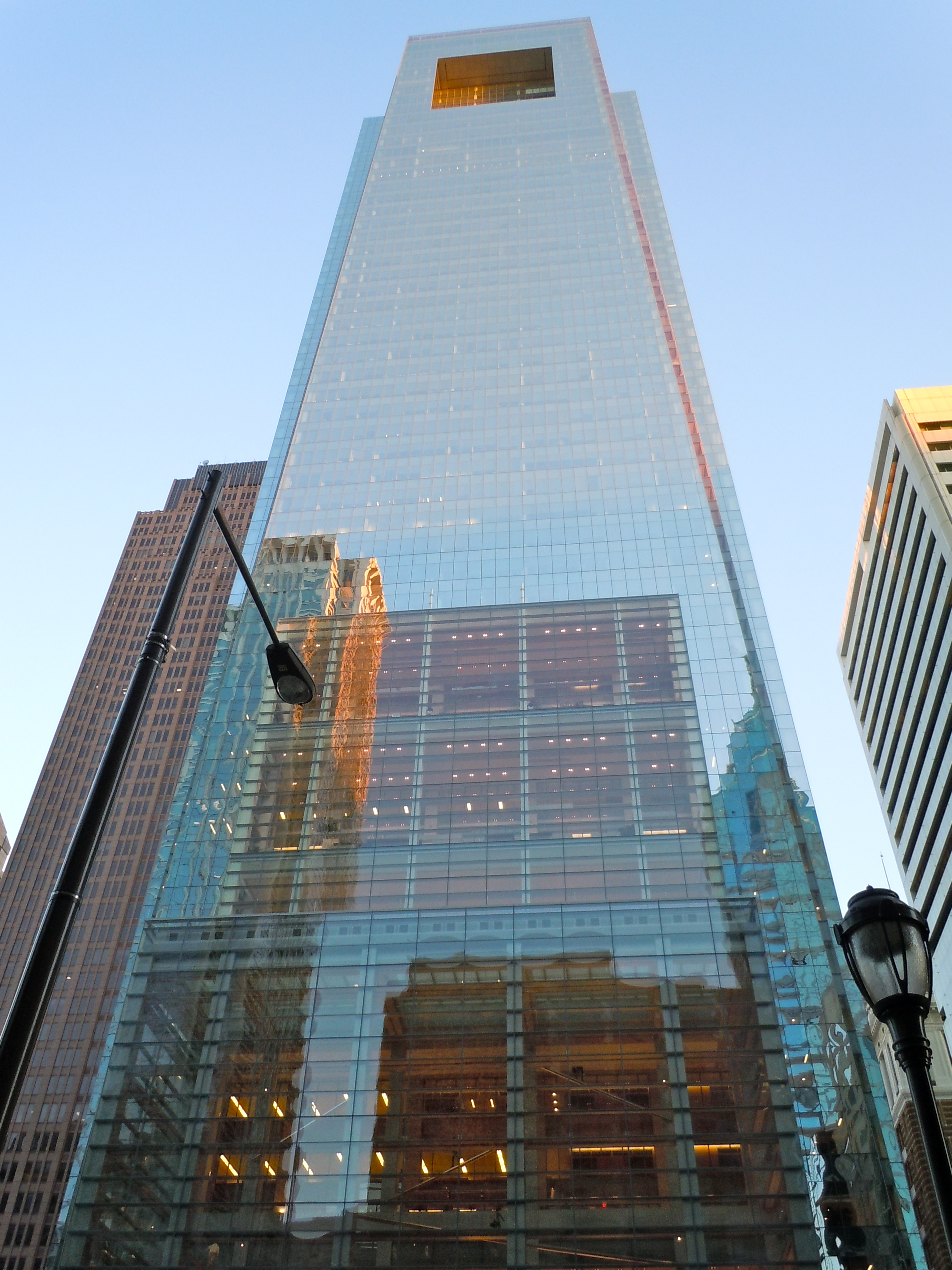
Comcast Tower in Philadelphia (2008)
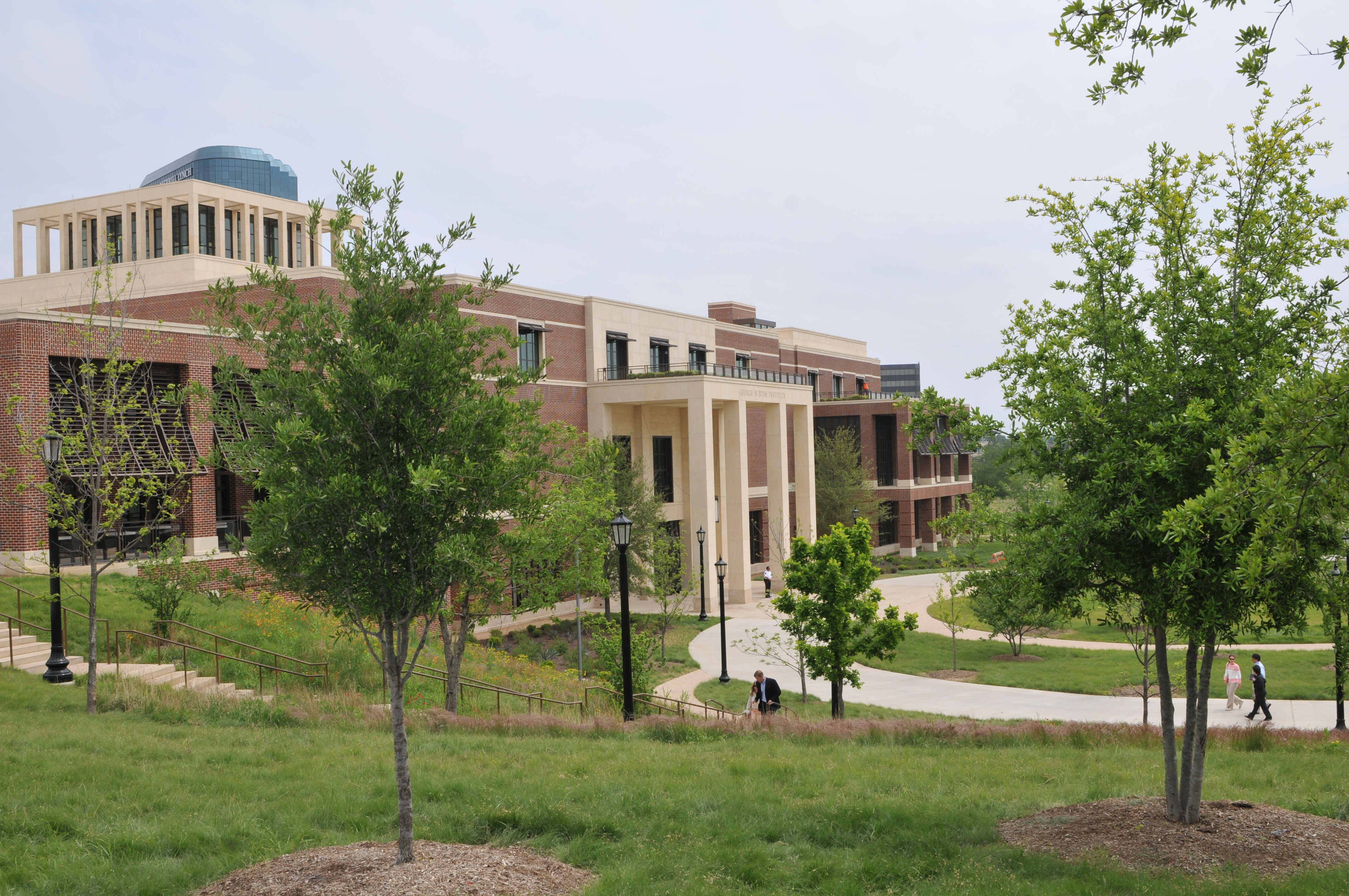
George W. Bush Presidential Library in Dallas (2013)